# Euphorbia bolusii
Euphorbia bolusii es una especie fanerógama perteneciente a la familia de las euforbiáceas. Es endémica de Sudáfrica.

## Descripción
Es una planta perenne de forma arbustiva y suculenta que se encuentra en Sudáfrica.

## Taxonomía
Euphorbia bolusii fue descrita por Nicholas Edward Brown y publicado en Flora Capensis 5(2): 333. 1915.
Etimología
Euphorbia: nombre genérico que deriva del médico griego del rey Juba II de Mauritania (52 a 50 a. C. - 23), Euphorbus, en su honor – o en alusión a su gran vientre –  ya que usaba médicamente Euphorbia resinifera. En 1753 Carlos Linneo asignó el nombre a todo el género.
bolusii: epíteto otorgado en honor del botánico sudafricano aunque inglés de nacimiento Harry Bolus (1834-1911), fundador del afamado Herbario Bolus, que actualmente tiene más de 350.000 especímenes.